# Diankolo Tomisi
Diamkolo Tomisi – piłkarz z Demokratycznej Republiki Konga grający na pozycji bramkarza. W swojej karierze rozegrał 2 mecze w reprezentacji Zairu.

## Kariera klubowa
W swojej piłkarskiej karierze Tomisi grał w klubie AS Vita Club.

## Kariera reprezentacyjna
W reprezentacji Zairu Tomisi zadebiutował 25 października 1992 roku w przegranym 0:1 meczu eliminacji do MŚ 1994 z Suazi, rozegranym w Kinszasie. W 1992 roku został powołany do kadry Zairu na Puchar Narodów Afryki 1992. Nie rozegrał na nim żadnego meczu. Od 1992 do 1993 wystąpił w kadrze narodowej 2 razy.